# Robert Rinskopf
Robert Rinskopf (Schaarbeek, 1884 - Gentbrugge, 1934) was van 1926 tot 1933 liberaal burgemeester van Gentbrugge.
Rinskopf groeide op in een familie van Joodse industriëlen. Na zijn studies als ingenieur ging hij aan de slag in het familiebedrijf, een schoensmeerfabriek.
Hij sloot zich aan bij de Liberale Associatie en werd in 1926 verkozen tot burgemeester van Gentbrugge. In 1928 raakte hij op de liberale Kamerlijst niet verkozen voor het Belgische Parlement.
Als progressief liberaal kwam hij in conflict met de eerder conservatieve Liberale Associatie en stichtte de Liberale Vooruitstrevende Kring van Gentbrugge, waarmee hij een brug wilde slaan naar de socialisten. In 1932 werd Rinskopf op deze lijst bij de gemeenteraadsverkiezingen herverkozen, maar de socialist Emiel Van Sweden werd de nieuwe burgemeester.
In 1934 overleed Rinskopf, amper 50 jaar, aan een hartaanval. De Robert Rinskopflaan in Gentbrugge (vandaag deel van de stad Gent) brengt zijn naam in herinnering.